# Metropolia San Juan de Cuyo
Metropolia San Juan de Cuyo – metropolia rzymskokatolicka w Argentynie utworzona 20 kwietnia 1934.

## Diecezje wchodzące w skład metropolii
- Archidiecezja San Juan de Cuyo
  - Diecezja La Rioja
  - Diecezja San Luis

## Biskupi
- Metropolita: abp Jorge Eduardo Lozano (od 2017) (San Juan)
- Sufragan: bp Dante Braida (od 2018) (La Rioja)
- Sufragan: bp Gabriel Barba (od 2020) (San Luis)

## Główne świątynie
- Archikatedra św. Jana Chrzciciela w San Juan
- Bazylika Matki Boskiej Pocieszycielki Strapionych w San Juan
- Bazylika katedralna św. Mikołaja z Miry w La Rioja
- Katedra Niepokalanego Poczęcia NMP w San Luis